# Podalia
Podalia är ett släkte av fjärilar. Podalia ingår i familjen Megalopygidae.

## Bildgalleri

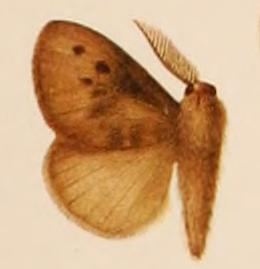

## Dottertaxa tillPodalia, i alfabetisk ordning[1]
- Podalia albescens
- Podalia amarga
- Podalia angulata
- Podalia bolivari
- Podalia cincinnata
- Podalia cirrata
- Podalia contigua
- Podalia corops
- Podalia dimidiata
- Podalia dorsimacula
- Podalia dyari
- Podalia expansa
- Podalia farmbri
- Podalia fieldia
- Podalia fuscescens
- Podalia gamelia
- Podalia gistinda
- Podalia guaya
- Podalia habitus
- Podalia interlineata
- Podalia intermaculata
- Podalia lanocrispa
- Podalia major
- Podalia mallas
- Podalia marmorata
- Podalia megalodia
- Podalia misantla
- Podalia montana
- Podalia nigrescens
- Podalia nigricostata
- Podalia nivosa
- Podalia orsilochus
- Podalia pedacia
- Podalia pedacioides
- Podalia pellucens
- Podalia phaule
- Podalia prolecta
- Podalia pseudopedacia
- Podalia salacia
- Podalia schadei
- Podalia semialba
- Podalia thanatos
- Podalia tympania
- Podalia walkerensis
- Podalia walkeri
- Podalia vesta
- Podalia vicina